# Stictoptera tala
Stictoptera tala är en fjärilsart som beskrevs av Embrik Strand 1917. Stictoptera tala ingår i släktet Stictoptera och familjen nattflyn. Inga underarter finns listade i Catalogue of Life.